# أندريه أندرسن
أندريه أندرسن (بالروسية: Андре Андерсен)‏ هو ملحن روسي، ولد في 16 ديسمبر 1961 في موسكو في روسيا.

## وصلات خارجية
- أندريه أندرسن على موقع IMDb (الإنجليزية)
- أندريه أندرسن على موقع ميوزك برينز (الإنجليزية)
- أندريه أندرسن على موقع أول ميوزيك (الإنجليزية)
- أندريه أندرسن على موقع ديسكوغز (الإنجليزية)